# Chua Lam
Chua Lam (Singapore, 18 augustus 1941 – Hong Kong, 25 juni 2025) (jiaxiang: Guangdong, Chaozhou) was een Chinees-Singaporese columnist, bon vivant, televisiegast in Hongkong en Japan. Hij was vroeger ook filmproducent voor de Hongkongse filmstudio Golden Harvest.
Voor de Hongkongse televisiemaatschappij TVB maakte hij veel programma's over heerlijk voedsel in de wereld. Chua was een columnist van de Hongkongse krant Oriental Daily. Later schreef hij columns voor Next Media over films en restaurants. Ook heeft hij geschreven voor Apple Daily en Eat and Travel Weekly. Alle columns werden tot 2007 uitgebracht.
Chua Lams vader, Chua Boon-Suan, kwam van het Chaozhounese dorp Jio Mung Chua (蔡门石) en emigreerde later naar Singapore. Chuas vader werkte nadat hij geëmigreerd was naar Hongkong, op een hoge post van Shaw Brothers Studio. Hij overleed in 1997.
Chua Lam maakte zich niet druk om zijn gezondheid. Zo zei hij in het voedselprogramma van TVB "Lang leve cholesterol!", om aan te duiden dat lekker voedsel niet zonder cholesterol kan. Chua was volgens sommigen een zuiplap, omdat hij vaak met rood gezicht in programma's te zien was en een dronken gedrag liet zien. Chua hield ook veel van mooie vrouwen, daarom waren in voedselprogramma's van hem veel mooie vrouwen te zien, zoals Amanda S.
- Biblioteca Nacional de España: XX4830312
- Gemeinsame Normdatei: 1254195807
- International Standard Name Identifier: 0000 0000 7826 9991
- Library of Congress Control Number: n84074477
- Nationale bibliotheek van Australië: 36627711
- Nationale Bibliotheek van Polen: a0000001768174
- Nederlandse Thesaurus van Auteursnamen: 363791965
- Système universitaire de documentation: 152296182
- Trove: 1342812
- Virtual International Authority File: 100929932
- WorldCat: E39PBJjdcjY9b7HVqxj8DXCqQq